# Língua maricopa
Maricopa ou Piipaash é falada pelos Nativos americanos da tribo Maricopa em duas reservas no Arizona: a Comunidade Indígena Salt River Pima-Maricopa e Comunidade Indígena do Rio Gila. A maioria dos falantes vive na Maricopa Colony, Arizona. A linguagem é considerada pela UNESCO como severamente ameaçada de extinção.

## Fonologia
Todas as reivindicações e exemplos nesta seção vêm de Gordon (1986), a menos que indicado de outra forma.

### Consoantes
|             |             | Labial | Alveolar | Alveolar | Retroflexa | Palatal | Velar | Velar | Velar | Uvular | Uvular | Glotal |
| plana       | pal.        | Labial | plain    | plana    | Retroflexa | Palatal | pal.  | plana | pal.  |        |        | Glotal |
| ----------- | ----------- | ------ | -------- | -------- | ---------- | ------- | ----- | ----- | ----- | ------ | ------ | ------ |
| Oclusiva    | Oclusiva    | p      | t        |          | ʈ          |         | k     | kʷ    | kʲ    | q      | qʷ     | ʔ      |
| Africada    | Africada    |        |          |          |            | t͡ʃ      |       |       |       |        |        |        |
| Fricativa   | surda       | (f)    | s        |          | ʂ          |         | x     | xʷ    |       |        |        |        |
| Fricativa   | sonora      | v      | ð        |          |            |         |       |       |       |        |        |        |
| Nasal       | Nasal       | m      | n        |          |            | ɲ       | (ŋ)   |       |       |        |        |        |
| Aproximante | Aproximante |        | l        | lʲ       |            | j       |       | w     |       |        |        |        |
| Vibrante    | Vibrante    |        | r        |          |            |         |       |       |       |        |        |        |

Os fonemas /f/ e /ŋ/ só ocorrem em palavras de origem estrangeira tais como kafe "café" e naraŋk "laranja," ambas do espanhol [ŋ] que também ocorre como um alofone de /ɲ/.

### Vogais
Maricopa tem 10 vogais fonêmicas compostas de 5 pares de vogais longas e curtas correspondentes como tipo de contraste fonológico de cinco vias de qualidade vocálica.:
|         | Anterior | Central | Posterior |
| ------- | -------- | ------- | --------- |
| Fechada | i iː     |         | u uː      |
| Medial  | e eː     |         | o oː      |
| Aberta  |          | a aː    |           |

Nos ditongoss há queda do som de vogal para outro. Os ditongos também podem ser longos ou curtos: /ej/ e /eːj/ existem ambos.
Dos ditongos são:
/aj aːj ej eːj oj oːj uj uːj aw aːw ew eːw/,
as in /kwiduj/ and /maxaj/.

### Tonicidade
A tonicidade na palavra dentro de uma palavra recai sobre a vogal raiz final (essas são maiúsculas):
/XOT-k/ → [ˈxotɪk]
/m-XOT-k/ → [məˈxotɪk]
/XʷET-xot-m/ → [ˈxʷetxotɪm]
Frases declarativas têm uma entonação decrescente no final da sentença.
Frases interrogativas têm uma entonação crescente no final da sentença